# Shahjahanpur
Shahjahanpur est une ville de l'État de l'Uttar Pradesh en Inde.